# Adelgundiskapelle (Staffelberg)

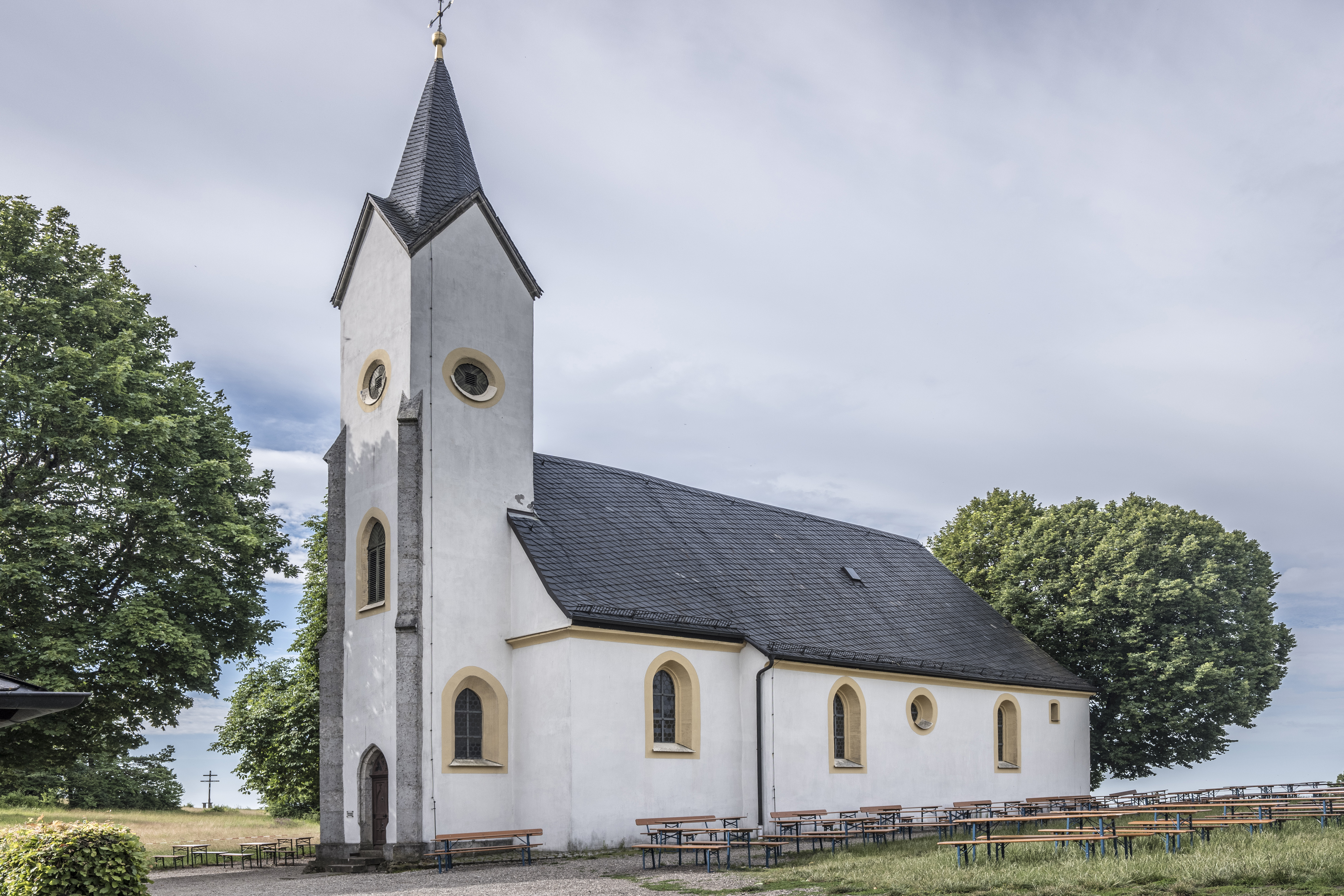
Adelgundiskapelle auf dem Staffelberg

Die römisch-katholische Adelgundiskapelle steht auf dem Staffelberg bei der Stadt Bad Staffelstein im Landkreis Lichtenfels und geht auf eine Kapelle aus dem 15. Jahrhundert zurück. Die Wallfahrtskapelle gehört zur Pfarrei Bad Staffelstein im Seelsorgebereich Gottesgarten des Dekanats Coburg (Erzbistum Bamberg).

## Baugeschichte
Der Ursprung der Adelgundis-Verehrung auf dem Staffelberg fällt möglicherweise in das 8. oder 9. Jahrhundert. Die erste urkundliche Erwähnung einer Kapelle war 1419. Diese wurde 1525 im Deutschen Bauernkrieg zerstört. In den 1620er Jahren gab es Bestrebungen, die Kapelle auf dem Staffelberg wiederzuerrichten. In den Jahren 1653 und 1654 folgte der Wiederaufbau unter Verwendung des erhalten gebliebenen Chores und der Ostteile der Langhausmauern.:S. 218 Am 8. Juli 1654 weihte der Weihbischof zu Würzburg Johann Melchior Söllner das Gotteshaus. Im Rahmen der Adelgundis-Verehrung entwickelte sich in der Folge die Kapelle zum Wallfahrtsziel. Im Jahr 1755 wurde die Kapelle in Richtung Westen verlängert. Im 18. Jahrhundert pilgerten die Gläubigen in der vorösterlichen Zeit auf den Staffelberg. Das von Jakob Hess aufgestellte Heilige Grab war zum Hauptanziehungspunkt geworden. Im Jahr 1871 wurde schließlich ein massiver Kirchturm als Ersatz für einen älteren Dachreiter errichtet.
Eine Innenrestaurierung ließ die Kirchengemeinde 1937 ausführen. Zwischen 1967 und 1969 erfolgte eine umfassende Renovierung der Kapelle mit Freilegung der älteren Wand- und Deckenfresken. Anfang der 2000er Jahre wurden Innen- und Außenrenovierungsmaßnahmen durchgeführt.:S. 218

## Baubeschreibung
Die Kapelle befindet sich auf dem Staffelberg in exponierter Lage. Der nachträglich im Osten angebaute Kirchturm besitzt einen quadratischen Grundriss und einen niedrigen Spitzhelm über Giebeln. Der anschließende eingezogene Chor wird von einem einfachen Kreuzgewölbe mit Sandsteinrippen und einem Tellerschlussstein im Scheitel überspannt. Zwei spitzbogige Fenster belichten den Chorraum.:S. 219

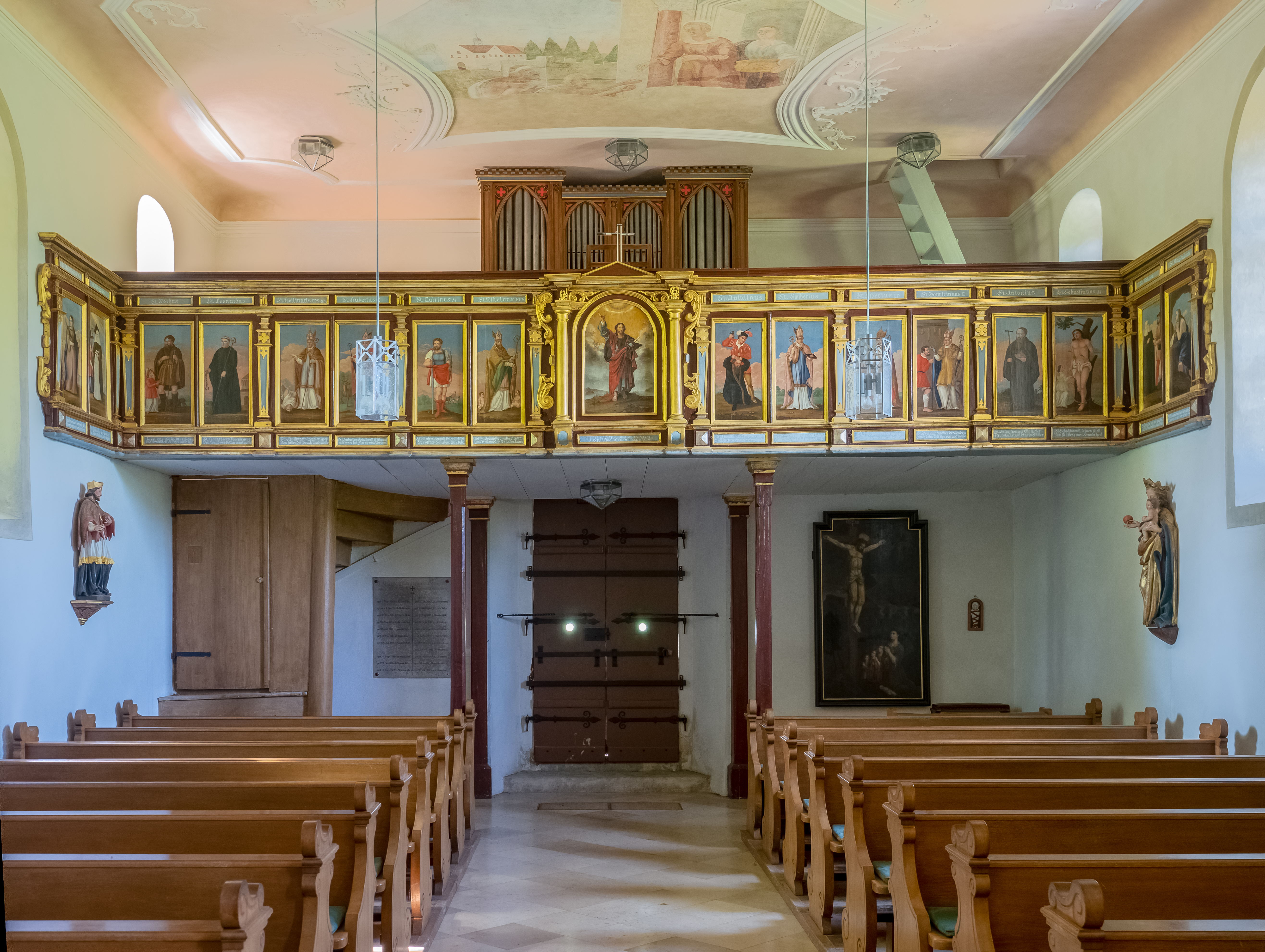
Empore

Das rechteckige Langhaus hat vier unregelmäßige Achsen. An den beiden Langseiten sind von Ost nach West je ein spätgotisches Spitzbogenfenster, ein Rundfenster, ein Rundbogenfenster und ein kleines hochsitzendes Rundbogenfenster angeordnet. Die beiden letzteren stammen aus dem Jahr 1781. Der rechteckige Haupteingang befindet sich im Westen zusammen mit einer Inschrifttafel aus Sandstein von 1653. Ein spitzbogiges Seitenportal hat die Südwand im vorderen Teil. Die Fassade besteht aus verputztem Kalk- und Sandsteinquadermauerwerk mit Bruchstein und Gewände in Sandstein. Der Innenraum des Langhauses wird von einer flachen Putzdecke über einer profilierten Hohlkehle überspannt. Profilrahmen aus Stuck, umgeben von Rocaille- und Blütenrankenmotiven, die von dem Staffelsteiner Heinrich Seelmann stammen, verzieren mit Fresken von 1781 die Decke. Diese zeigen die heilige Adelgundis, wie sie von einem Engel das Ordenskleid erhält und wie sie Almosen verteilt. Außerdem ist die heilige Dreifaltigkeit dargestellt. Im Langhaus befindet sich am östlichsten Südwandfenster ein Gemälde, das das Kaiserpaar den heiligen Heinrich und die heilige Kunigunde zeigt. Am Fenster gegenüber befindet sich die heilige Adelgundis mit Ordenskleid und Äbtissinenstab.
Im Westen steht die eingeschossige, hölzerne Orgelempore. Sie ruht auf vier quadratischen Stützen. Die Rahmenfelder der geradlinigen Brüstungen tragen Gemälde. Der Chor und das Langhaus haben als oberen Abschluss ein einheitliches, an der Giebelwand abgewalmtes Satteldach.:S. 219

## Ausstattung

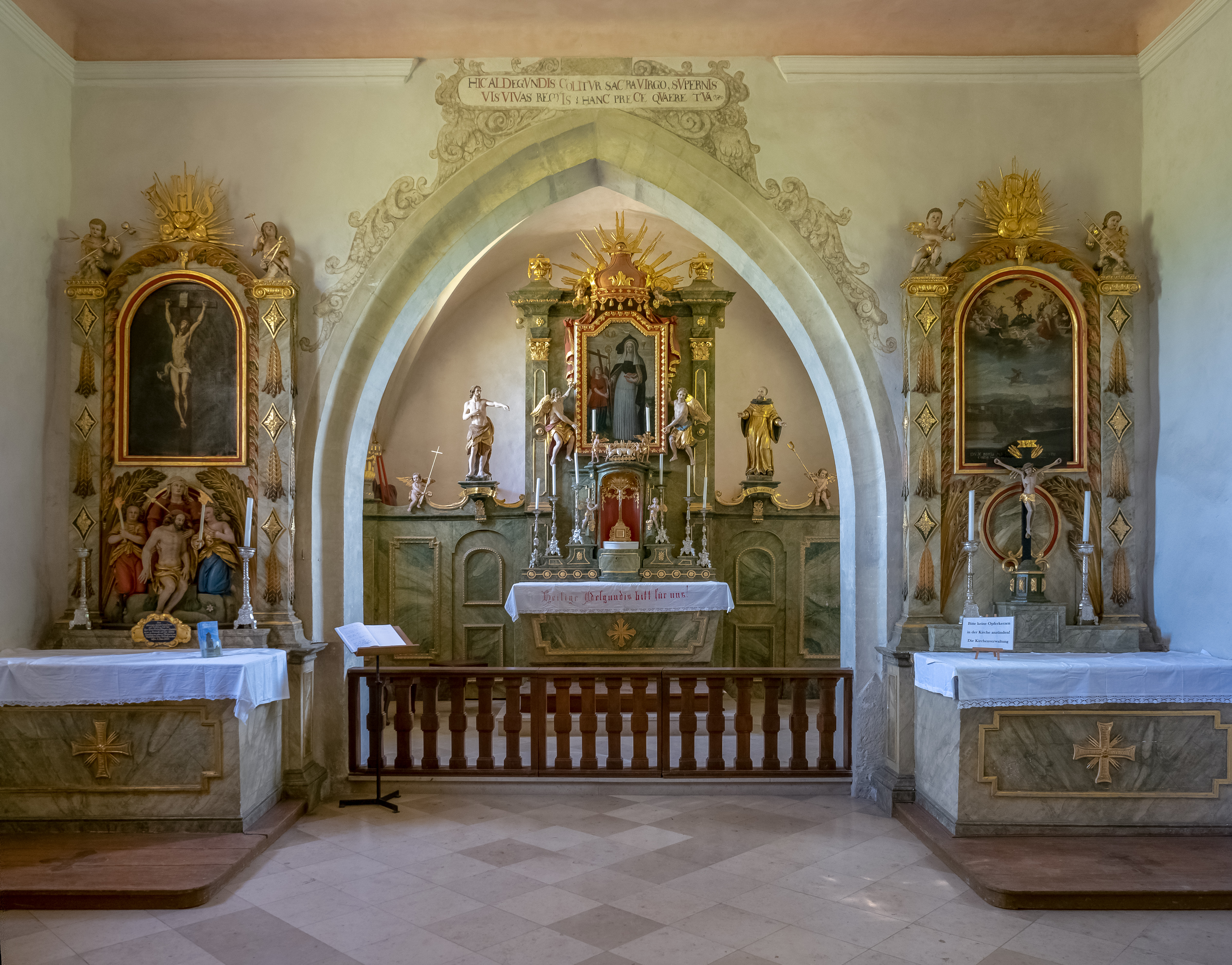
Altarraum

Der Hochaltar hat einen marmorierten Holzaufbau mit vergoldetem Dekor. Er stammt aus dem Jahr 1788 und ist ein Werk des Bamberger Bildhauers Franz Martin Mutschele. Das Altarblatt, ein Ölgemälde auf Holz, zeigt die heilige Adelgundis. Seitlich des Altares steht links eine Holzstatue des heiligen Johannes der Täufer und rechts des heiligen Wendelin.:S. 220
Die beiden Seitenaltäre stammen aus der Bamberger Werkstatt des Franz Melchior Kamm. Sie entstanden um 1819 und haben marmorierte Holzaufbauten mit hellem, teilvergoldetem Dekor. Auf dem linken Altarblatt ist die Kreuzigung dargestellt. Das rechte Altarblatt zeigt im oberen Teil die Verherrlichung des heiligen Michael, darunter der heilige Jakobus der Ältere aus Wolken erdwärts reitend, um den von Mauren belagerten Spaniern zur Hilfe zu eilen.:S. 220
Die marmorierte Holzkanzel mit vergoldetem Dekor entstand wohl um 1788. Die Unterseite des Schalldeckels zeigt die Heiliggeisttaube.:S. 220
Die Brüstungsgemälde der Orgelempore entstanden um 1662. Mit Öl auf Holz sind sechzehn Nothelfer und in der Mitte Salvator Mundi dargestellt.:S. 220 Die Bilder entstanden wohl um eine Sechzehn-Nothelfer-Verehrung zu etablieren.

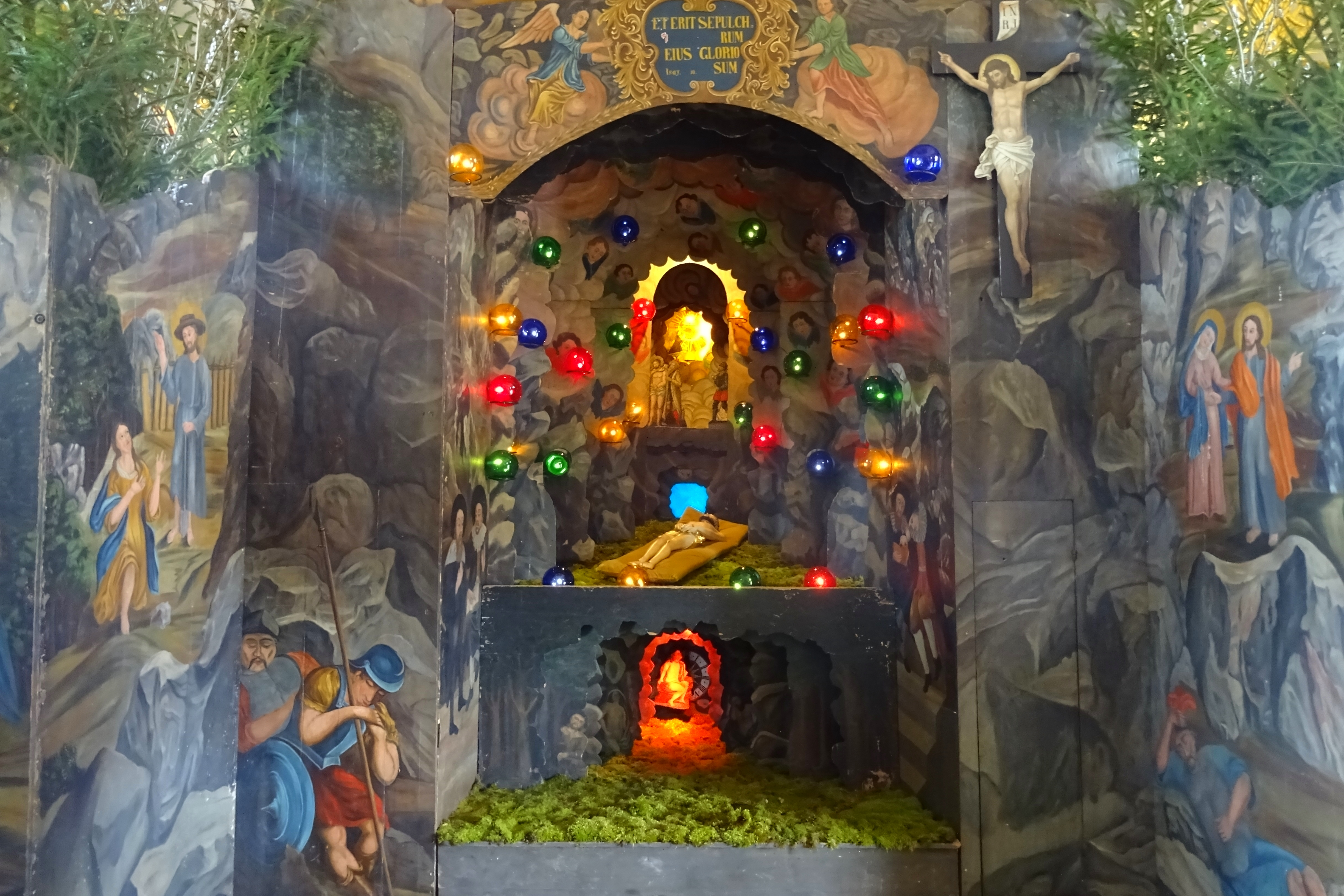
Heilige Grab

Jakob Heß, Eremit auf dem Staffelberg, baute in mehrjähriger Arbeit das 1765 fertiggestellte Heilige Grab. Es ist ein Bühnenaufbau aus Holzbrettern mit drei beweglichen Figurengruppen. Drei tief gestaffelte Bühnenräume mit den Figurengruppen zeigen unten die Vorhölle, in der Mitte den Leidensweg mit Christus im Grab und oben Engel mit Leidenswerkzeugen. In der vorösterlichen Zeit wird das Kulissengrab aufgebaut.:S. 221

### Orgel
Der Orgelbauer Andreas Schöpf aus Seßlach stellte zwischen 1706 und 1708 die erste Orgel auf. Der Nürnberger Orgelbauer Augustin Bittner ersetzte das Instrument durch einen Neubau. Die Orgel hat sechs Register auf einem Manual und Pedal. Thomas Eichfelder restaurierte das Instrument 2004.